# Excerpts from the Diary of Todd Zilla
Excerpts from the Diary of Todd Zilla – album pochodzącej z Kalifornii indierockowej grupy Grandaddy, wydany 26 (Wielka Brytania) i 27 września 2005 (Stany Zjednoczone).

## Lista utworów
1. Pull the Curtains
2. At My Post
3. A Valley Son (Sparing)
4. Cinderland
5. Fuck the Valley Fudge
6. Florida
7. Goodbye?
8. Hidden Health Announcement (jedynie na limitowanej edycji winylowej)